# Панченково
Панченково (укр. Панченкове) — село, относится к Свердловскому району Луганской области Украины. Де факто — с 2014 года населённый пункт контролируется самопровозглашённой Луганской Народной Республикой.

## География
С восточной стороны села проходит граница Украины с Россией, к которой населённый пункт непосредственно примыкает. Соседние населённые пункты: город Червонопартизанск и сёла Александровка на севере, Ананьевка и город Свердловск на западе, посёлки Хмельницкий на юго-западе и Бирюково на юге.

## Общие сведения
Занимает площадь 34,33 км². Почтовый индекс — 94862. Телефонный код — 6434. Код КОАТУУ — 4424281103.

## Население
Население по переписи 2001 года составляло 694 человека.

## Местный совет
94860, Луганская обл., Свердловский район, с. Александровка, ул. Крупской, 52